# Kenan Song
Kenan Song (Tangshan, 10 de março de 1990) é um lutador chinês de artes marciais mistas, atualmente competindo no peso meio-médio do Ultimate Fighting Championship.

## Carreira no MMA

### Ultimate Fighting Championship
Kenan fez sua estreia no UFC no UFC Fight Night: Bisping vs. Gastelum em 25 de novembro de 2017 contra Bobby Nash. Ele venceu por nocaute no primeiro round.
Song enfrentou Héctor Aldana no UFC Fight Night: Cowboy vs. Edwards. Ele venceu a luta por nocaute técnico.
Song enfrentou Alex Morono no UFC Fight Night: Blaydes vs. Ngannou 2 em 24 de novembro de 2018. Ele perdeu por decisão unânime.
Song enfrentou Derrick Krantz em 31 de agosto de 2019 no UFC Fight Night: Andrade vs. Zhang. Ele venceu por decisão unânime.
Song enfrentou Callan Potter em 22 de fevereiro de 2020 no UFC Fight Night: Felder vs. Hooker. Ele venceu por nocaute no primeiro round.

## Cartel no MMA
| Cartel no MMA   |             |            |
| 22 lutas        | 16 vitórias | 6 derrotas |
| Por nocaute     | 8           | 3          |
| Por finalização | 6           | 0          |
| Por decisão     | 2           | 3          |

| Res.    | Cartel | Oponente            | Método                            | Evento                                 | Data       | Round | Tempo | Local             | Notas                    |
| ------- | ------ | ------------------- | --------------------------------- | -------------------------------------- | ---------- | ----- | ----- | ----------------- | ------------------------ |
| Derrota | 16-6   | Max Griffin         | Nocaute (socos)                   | UFC on ESPN: Brunson vs. Holland       | 20/03/2021 | 1     | 2:20  | Las Vegas, Nevada |                          |
| Vitória | 16–5   | Callan Potter       | Nocaute (socos)                   | UFC Fight Night: Felder vs. Hooker     | 22/02/2020 | 1     | 2:20  | Auckland          |                          |
| Vitória | 15–5   | Derrick Krantz      | Decisão (unânime)                 | UFC Fight Night: Andrade vs. Zhang     | 31/08/2019 | 3     | 5:00  | Shenzhen          |                          |
| Derrota | 14–5   | Alex Morono         | Decisão (unânime)                 | UFC Fight Night: Blaydes vs. Ngannou 2 | 24/11/2018 | 3     | 5:00  | Beijing           | Luta da Noite.           |
| Vitória | 14–4   | Hector Aldana       | Nocaute técnico (socos)           | UFC Fight Night: Cowboy vs. Edwards    | 23/06/2018 | 2     | 4:45  | Kallang           |                          |
| Vitória | 13–4   | Bobby Nash          | Nocaute (socos)                   | UFC Fight Night: Bisping vs. Gastelum  | 25/11/2017 | 1     | 0:15  | Shanghai          |                          |
| Derrota | 12–4   | Brad Riddell        | Nocaute técnico (socos)           | Glory of Heroes 6                      | 13/01/2017 | 2     | 2:43  | Shenzhen          |                          |
| Derrota | 12–3   | Elnur Agaev         | Decisão (unanimous)               | Road FC 34                             | 19/11/2016 | 3     | 5:00  | Shijiazhuang      |                          |
| Vitória | 12–2   | Gerhard Voigt       | Finalização (guilhotina)          | Rebel FC 4                             | 25/06/2016 | 1     | 1:35  | Qingdao           |                          |
| Vitória | 11-2   | Kenta Takagi        | Nocaute técnico (socos)           | Superstar Fight: China vs Japan        | 16/04/2016 | 1     | 0:42  | Changsha          |                          |
| Vitória | 10–2   | Ooi Aik Tong        | Nocaute técnico (socos)           | Bullets Fly Fighting Championship 4    | 26/03/2016 | 2     | 0:51  | Beijing           |                          |
| Vitória | 9–2    | Isamu Kanazawa      | Nocaute técnico (socos)           | Worldwide MMA Alliance                 | 08/01/2016 | 1     | 3:28  | Tokyo             | Volta aos Meio-Médios.   |
| Vitória | 8-2    | Nosherwan Khanzada  | Nocaute técnico (socos)           | CKF 4: Day 1                           | 19/12/2015 | 1     | 1:58  | Beijing           |                          |
| Vitória | 7–2    | Zhao Zhang          | Nocaute técnico (socos)           | CKF 3                                  | 06/11/2015 | 1     | 4:09  | Beijing           |                          |
| Derrota | 6–2    | Israel Adesanya     | Nocaute técnico (chute na cabeça) | The Legend of Emei 3                   | 08/08/2015 | 1     | 1:59  | Hebei             | Estreia nos Médios.      |
| Vitória | 6–1    | Makshati Sailik     | Finalização (guilhotina)          | Rebel FC 3: The Promised Ones          | 27/06/2015 | 1     | 3:04  | Hebei             |                          |
| Derrota | 5–1    | Yincang Bao         | Decisão (unânime)                 | CKF                                    | 13/03/2015 | 3     | 5:00  | Hebei             |                          |
| Vitória | 5–0    | Yonghau Xu          | Finalização (mata-leão)           | RUFF CKF                               | 06/01/2015 | 3     | 2:51  | Hebei             |                          |
| Vitória | 4–0    | Sanae Kikuta        | Decisão (unânime)                 | Real 1                                 | 23/12/2014 | 2     | 5:00  | Tokyo             |                          |
| Vitória | 3–0    | Yubin Zhang         | Finalização (armbar)              | CKF                                    | 15/11/2014 | 1     | 1:54  | Hebei             |                          |
| Vitória | 2–0    | Dacheng Liu         | Finalização (chave de braço)      | CKF                                    | 27/10/2014 | 1     | 2:51  | Hebei             |                          |
| Vitória | 1-0    | Habiti Tuerxunbieke | Finalização (guilhotina)          | CKF                                    | 14/10/2014 | 2     | 0:58  | Hebei             | Estreia nos Meio-Médios. |